# Maria Trost (Jesenwang)

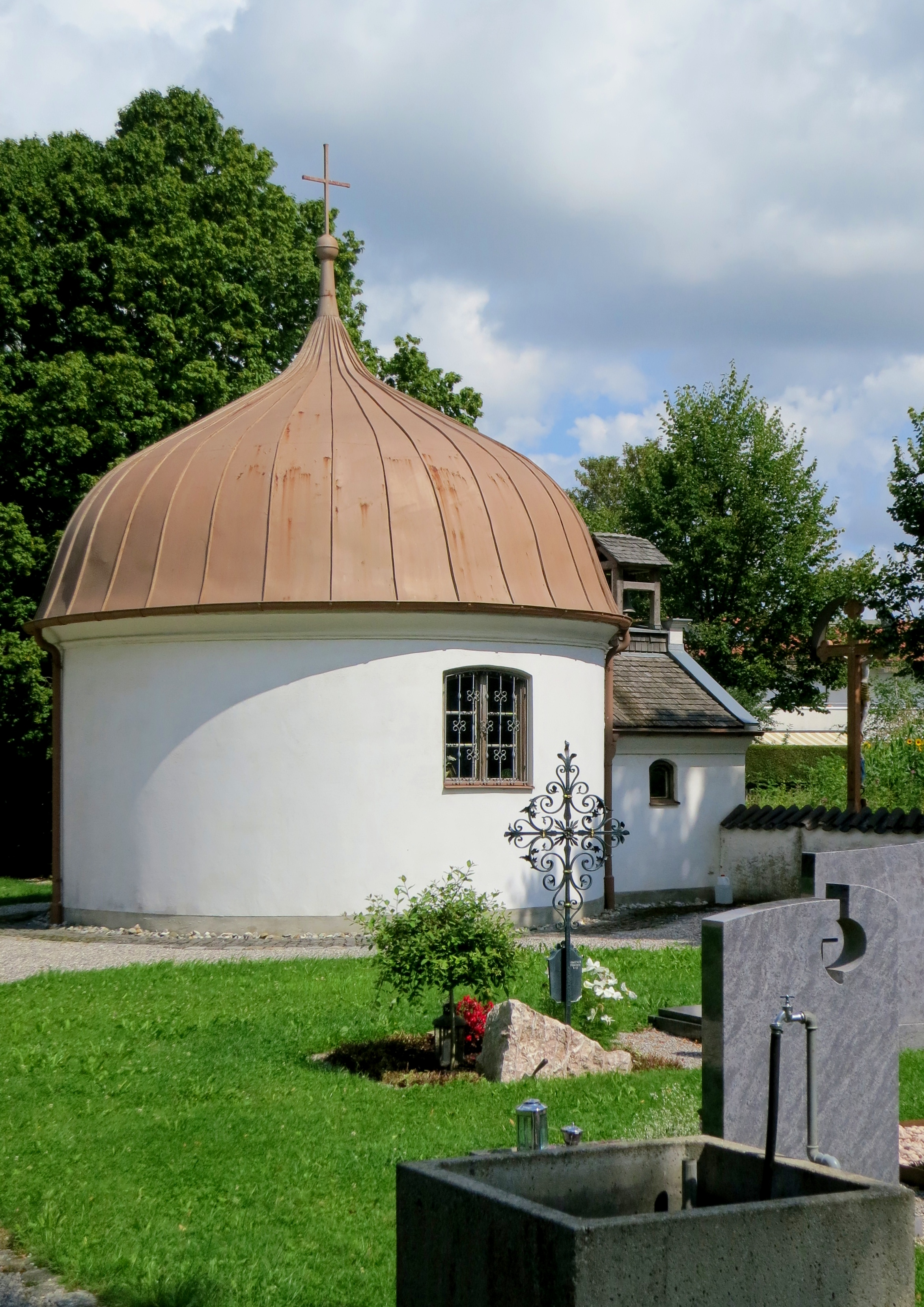
Maria Trost in Jesenwang

Die römisch-katholische Kapelle Maria Trost, die sogenannte Pestkapelle, steht in Jesenwang, einer Gemeinde im oberbayerischen Landkreis Fürstenfeldbruck. Sie ist in der Liste der Baudenkmäler in Jesenwang als Baudenkmal unter der Nr. D-1-79-130-1 eingetragen.

## Beschreibung
Der 1651 errichtete Zentralbau wurde 1751 erneuert. Es handelt sich um eine überkuppelte Rotunde, der im Osten ein Vorbau angefügt ist. Der Innenraum der Kapelle ist mit einer durch Pilaster gegliederte Scheinarchitektur gestaltet.